# Stor-Gäddtjärnen, Dalarna
Stor-Gäddtjärnen är en sjö i Mora kommun i Dalarna och ingår i Dalälvens huvudavrinningsområde. Sjön har en area på 0,104 kvadratkilometer och ligger 604,2 meter över havet.

## Delavrinningsområde
Stor-Gäddtjärnen ingår i det delavrinningsområde (681352-141209) som SMHI kallar för Mynnar i Rymman. Medelhöjden är 617 meter över havet och ytan är 38,97 kvadratkilometer. Det finns inga avrinningsområden uppströms utan avrinningsområdet är högsta punkten. Skalhusbäcken som avvattnar avrinningsområdet har biflödesordning 4, vilket innebär att vattnet flödar genom totalt 4 vattendrag innan det når havet efter 387 kilometer. Avrinningsområdet består mestadels av skog (80 procent) och sankmarker (19 procent). Avrinningsområdet har 0,11 kvadratkilometer vattenytor vilket ger det en sjöprocent på 0,3 procent.